# Bannister Green
Bannister Green – przysiółek w Anglii, w hrabstwie Essex, w dystrykcie Uttlesford, w civil parish Felsted. Leży 13 km na północ od miasta Chelmsford i 56 km na północny wschód od Londynu. W 2015 miejscowość liczyła 1084 mieszkańców.